# Лизин пруд
Лизин пруд — водоём, существовавший в Москве на месте бывшего инженерного корпуса завода «Динамо», рядом со станцией метро Автозаводская.
Получил известность и своё название благодаря повести Н. М. Карамзина «Бедная Лиза». Располагался на ровном и возвышенном месте за Камер-Коллежским валом, рядом с дорогой в деревню Кожухово, окружённый валом, берёзами и высокими дубами. В окружности пруд был около 300 метров и достигал глубины в 4 метра.

## История
Согласно преданиям местных жителей, пруд вырыт Сергием Радонежским, его племянником Фёдором, основавшим Симонов монастырь, и первыми иноками обители. В память об этом он часто назывался Сергиевским, а иногда и Святым. Утверждалось, что его воды обладают целебной силой. В день Преполовения сюда ежегодно выходил настоятель монастыря с крестным ходом для освящения воды. Есть также предание, что в Сергиевском пруду разводили рыбу для царя Алексея Михайловича, который неоднократно останавливался в Симоновом монастыре и жил в нём во время постов.
После секуляризации монастырских земель в 1764 году пруд по-прежнему оставался во владениях монастыря. В 1770 году архимандрит Гавриил сообщал в Духовную консисторию, что в пруду разводят рыбу, около него находится монастырское подворье со строениями и кельей для сторожа, а люди уже больше 100 лет ходят к Сергиеву пруду за исцелением. В 1797 году пруд значился как не пригодный для ловли рыбы.
В 1792 году Н. М. Карамзин написал повесть «Бедная Лиза», в которой первым указал читателям на красоту этих мест:
Поезжайте в воскресенье… к Симонову монастырю… везде множество гуляющих… Еще не так давно я бродил уединенно по живописным окрестностям Москвы и думал с сожалением: «Какие места! и никто не наслаждается ими!», а теперь везде нахожу общества.Н. М. Карамзин
Из повести следовало, что главная героиня — Лиза — жила в Симоновой слободе (в 150 метрах от Симонова монастыря) и утопилась в Сергиевом пруду. Н. Д. Иванчин-Писарев писал о повести Карамзина:
В часы досуга написав сказочку, он всю Столицу обратил к окрестностям Симонова Монастыря. Все тогдашние светские люди пошли искать Лизиной могилы.Н. Д. Иванчин-Писарев
Приезжавшие сюда на прогулку люди узнавали пруд по описанию в повести, так он стал знаменит и известен как Лизин, а о его древнем происхождении помнили лишь монахи и жители окрестных сёл. Отдыхающие оставляли на деревьях надписи, такие как: «Здесь Лиза утонула, Эрастова невеста! Топитесь девушки в пруду, всем будет место!» Со временем и о Бедной Лизе стали забывать.
В 1833 году в журнале «Телескоп» анонимный автор рассказывал о Лизином пруде, который он застал по-прежнему полным водой, но с засохшими дубами и несколькими изуродованными надписями берёзами. За прудом находились остатки монастырской гостиницы, которую многие принимали за хижину Лизы.
М. Н. Загоскин в 1848 году, описывая пруд, у которого ещё росли берёзы с еле заметными надписями, сказал, что он куда больше похож на дождливую лужу.
В XIX веке земля вокруг пруда сдавалась в аренду крестьянам под огороды, но с условием, чтобы те не препятствовали крестному ходу, совершаемому в день Преполовения. В начале XX века эта земля стала застраиваться жильём разраставшейся Симоновой слободы, жители которой настолько загрязнили пруд, что он стал непригоден для купания. Из места, куда стекались поклонники творчества Карамзина, Лизин пруд стал местом сходок заводских рабочих.
После Октябрьской революции пруд находился в плачевном состоянии, как писал С. Д. Кржижановский:
Я сел на трамвай № 28 и вскоре стоял у чёрной, зловонной лужи, круглым пятном вдавившейся в свои косые берега. Это и есть Лизин пруд. Пять, шесть деревянных домиков, повернувшиеся к пруду задом, пакостят прямо в него, заваливая его нечистотами. Я повернул круто спину и пошёл: нет-нет, скорей назад, в страну Нетов.
Пруд засыпали в начале 1930-х годов. Известно, что в 1932 году пруд ещё существовал и на его берегу стояло здание школы фабрично-заводского ученичества. Засыпа́ли пруд с трудом, вода тогда в нём была чистая и питалась ключами. В газете «Мотор» рабочий С. Бондарев даже выдвинул идею о сохранении пруда:

Все жители Ленинской слободы, хорошо знают Лизин пруд, который недавно ещё был хорошим источником. В нём ребята купались и приходили к нему дышать свежим воздухом. В 1930 году от Пролетарского райсовета было дано распоряжение окончательно засыпать Лизин пруд. Но так как этот пруд проточный, то его три года засыпают, а засыпать никак не могут. Сейчас пруд полностью заполнен чистой, прозрачной водой, выходящей даже из берегов. Пруд имеет водоносные ключи, из которых не переставая идет холодная, совершенно пригодная для питья вода, поэтому засыпать его невозможно. Если же его сохранить, в нём можно разводить рыбу и купаться. Я предлагаю сохранить Лизин пруд, превратив его в место для купания. Для этого следует провести следующие мероприятия: почистить от грязи и укрепить берега. Инициаторами этого дела должны быть учащиеся нашего ФЗУ, потому что здание ФЗУ стоит на берегу пруда, и им в первую очередь будут пользоваться фабзавученики.— Мотор. 1932. № 140. С. 4.
Тем не менее пруд не был сохранён. Вместе с ним исчезли с карты Москвы Лизин тупик, ведущий к пруду, Лизина слободка, Лизинская железнодорожная ветка с товарной станцией Лизино и Лизина площадь, находившаяся к югу от пруда. В конце 1970-х на этом месте было построено административное здание завода «Динамо».